# Nadia Desdemona Lioce
Nadia Desdemona Lioce, född 29 september 1959 i Foggia i Apulien, är en italiensk terrorist och medlem av den väpnade marxist-leninistiska organisationen BRPCC, Brigate Rosse Partito Comunista Combattente, "Partiet Röda brigaderna kämpande kommunister". Hon deltog 1999 i mordet på Massimo D'Antona och 2002 i mordet på Marco Biagi. Lioce dömdes 2005 till livstids fängelse.
Den 2 mars 2003 färdades Lioce och en annan terrorist, Mario Galesi, med tåg mellan Rom och Florens. Tre polismän steg på tåget och bad att få kontrollera samtliga passagerares biljetter. Galesi, som ertappades med falsk legitimation, drog sitt vapen och skottlossning följde. Galesi och polismannen Emanuele Petri (1955—2003) sköts ihjäl i tumultet. Lioce arresterades.
Vid arresteringen bar Lioce med sig en handdator vilken beslagtogs av polisen. Handdatorn innehöll bland annat information om ett gömställe i Rom tillhörande terroristen Diana Blefari Melazzi (1969—2009); gömstället utgjordes av en vinkällare på via Raimondo Montecuccoli i östra Rom. Förhören med Lioce ledde till att polisen kunde göra flera tillslag mot olika adresser runtom i Italien. Polisen fann bland annat ett komplett arkiv över BRPCC:s samtliga medlemmar.
Nadia Desdemona Lioce dömdes den 1 juni 2005 till livstids fängelse för mordet på Marco Biagi.

### Fotnoter
1. ↑  "Red Brigade killers given life". — BBC News 1 juni 2005.

## Översättning
Den här artikeln är helt eller delvis baserad på material från italienskspråkiga Wikipedia.